# Heinz Ufer (Komponist)
Heinz Ufer (* 4. Februar 1934 in Langensteinbach; † 29. April 2010 in Gorxheimertal) war ein deutscher Komponist, Pädagoge und Politiker.

## Leben
Geboren 1934 und aufgewachsen in Langensteinbach im nördlichen Schwarzwald, widmete sich Heinz Ufer zunächst der Musik und studierte später Jura, Politik und Religionswissenschaften in Berlin. Ab 1960 arbeitete er in der Erwachsenenbildung in Mannheim, wo er zwei Jahre später Direktor der Abendakademie wurde. 1996 wurde Heinz Ufer Professor an der Nationalen Elite-Universität der südchinesischen Stadt Hangzhou.
Von 1973 bis 1981 war er Bergsträßer Kreistagsabgeordneter der SPD und Mitglied des Raumordnungsverbands Rhein-Neckar. Von 1981 bis 1993 gehörte er dem Rundfunkrat des Süddeutschen Rundfunks an. Er engagierte sich in der Kirchensynode und der Kirchenleitung und war Vorsitzender des Kuratoriums der Ehrenamtsakademie der Evangelischen Kirche in Hessen und Nassau bis zu seinem Tod in Gorxheimertal im südlichen Odenwald.
Anfang der 80er Jahre initiierte Ufer in Mannheim Deutschlands erste Musikschule für Erwachsene. Darin gründete Ufer ein eigenes Streichorchester. Er komponierte Kirchenmusik, darunter Liederzyklen, ein Weihnachtsoratorium, zudem eine Kinderoper sowie Vertonungen nach Texten u. a. von Sergej Jessenin, Erich Kästner, Gerd Hergen Lübben, Eduard Mörike. – Ungeteilten Beifall und bundesweite Anerkennung für sein engagiertes Bemühen um die Zukunft der politischen Bildung fand Heinz Ufer beispielsweise anlässlich seiner Vertonung des Sonetten-Reigens „JAHR UM JAHR“ von Gerd Hergen Lübben bei der Uraufführung am 21. März 1998 im Hambacher Schloss zur Erinnerung an die Revolution von 1848 und in Anwesenheit der Präsidentin des Deutschen Bundestages Rita Süssmuth, als darin Melodie-Motive des Deutschlandliedes mit Teilen der früheren DDR-Hymne „Auferstanden aus Ruinen“ verwoben wurden.  Als Mitglied in der Mannheimer Freimaurerloge Zur Sonne im rechten Winkel engagierte er sich auch im freimaurerischen Musikschaffen.

## Auszeichnungen
- 1973: Verdienstkreuz der Republik Italien
- 1983: silberne Ehrennadel des Deutschen Politologenverbandes
- 1985: Bundesverdienstkreuz am Bande
- 2003: Ehrenbrief des Landes Hessen
- 2004: Ehrenring des Vereins Kurpfalzring
- 2006: Martin-Niemöller-Medaille der Evangelischen Kirche in Hessen und Nassau

## Kompositionen (Auswahl)
- „Mortale“. / Vertonung nach einem Text von Anton Ulrich von Braunschweig.
- „Verheißung“; „Übergang“. / Vertonung nach Texten von Sergej Jessenin.
- „Jahr um Jahr: I. Auf's Neue; II. Lullaby-Elegien; III: Unbeschwert; IV. In unserer Mitte“. / Vertonung nach Texten von Gerd Hergen Lübben.
- „Ich will den Meister loben“. / Vertonung eines Textes von Heinz Ufer.
- „Kolumbianische Suite: Dorf am Fluss. Indianermärchen. Hazienda. Indianermarkt. Dos Jugos - Mora; Guayabana“.